# بلاتلاکینون
بلاتلاکینون (به انگلیسی: Blattellaquinone) با فرمول شیمیایی C۱۲H۱۴O۴ یک ترکیب شیمیایی است. که جرم مولی آن ۲۲۲٫۲۴ g/mol می‌باشد. 